# Mariä Heimsuchung (Rohrenfels)

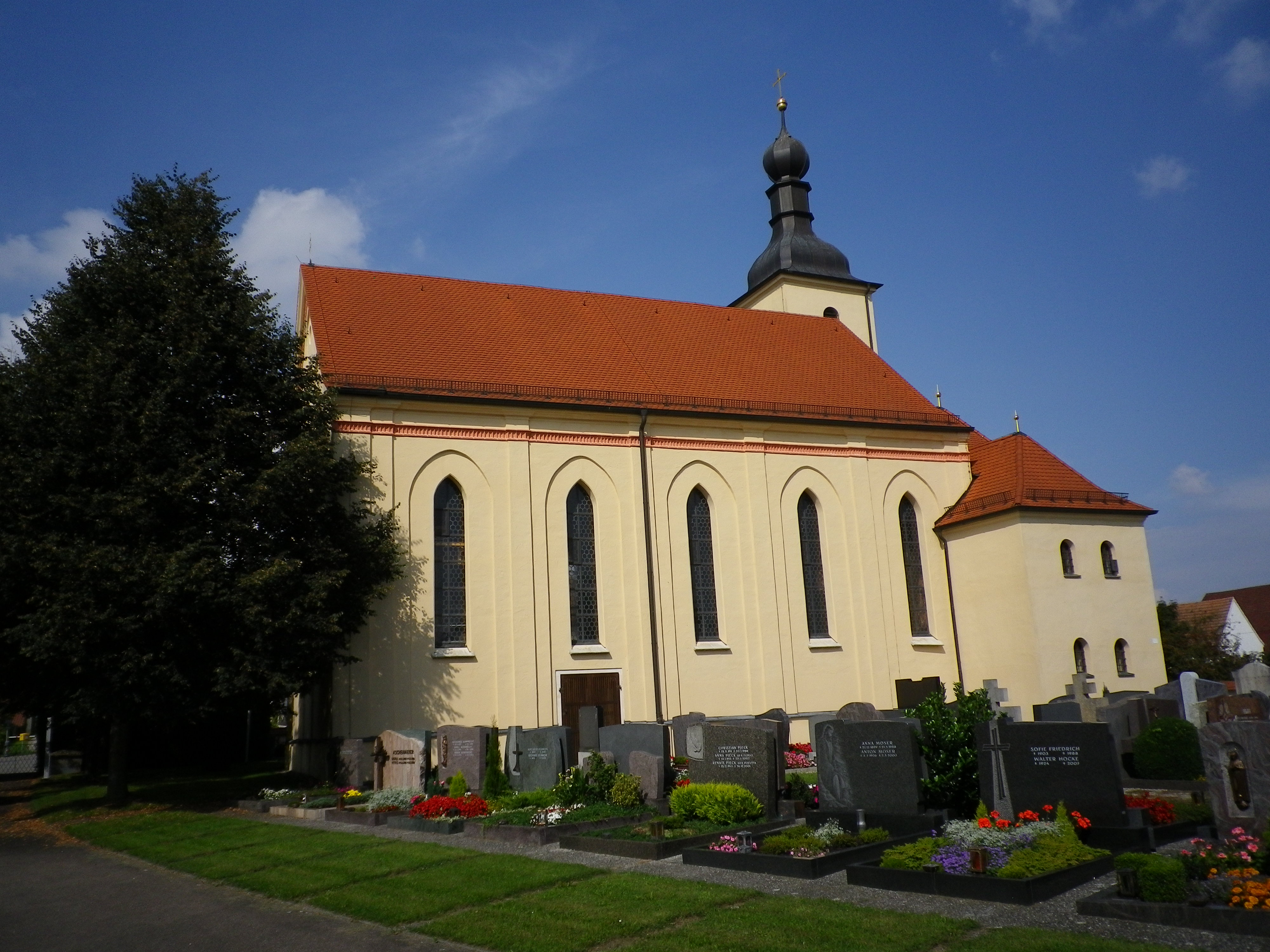
Mariä Heimsuchung in Rohrenfels

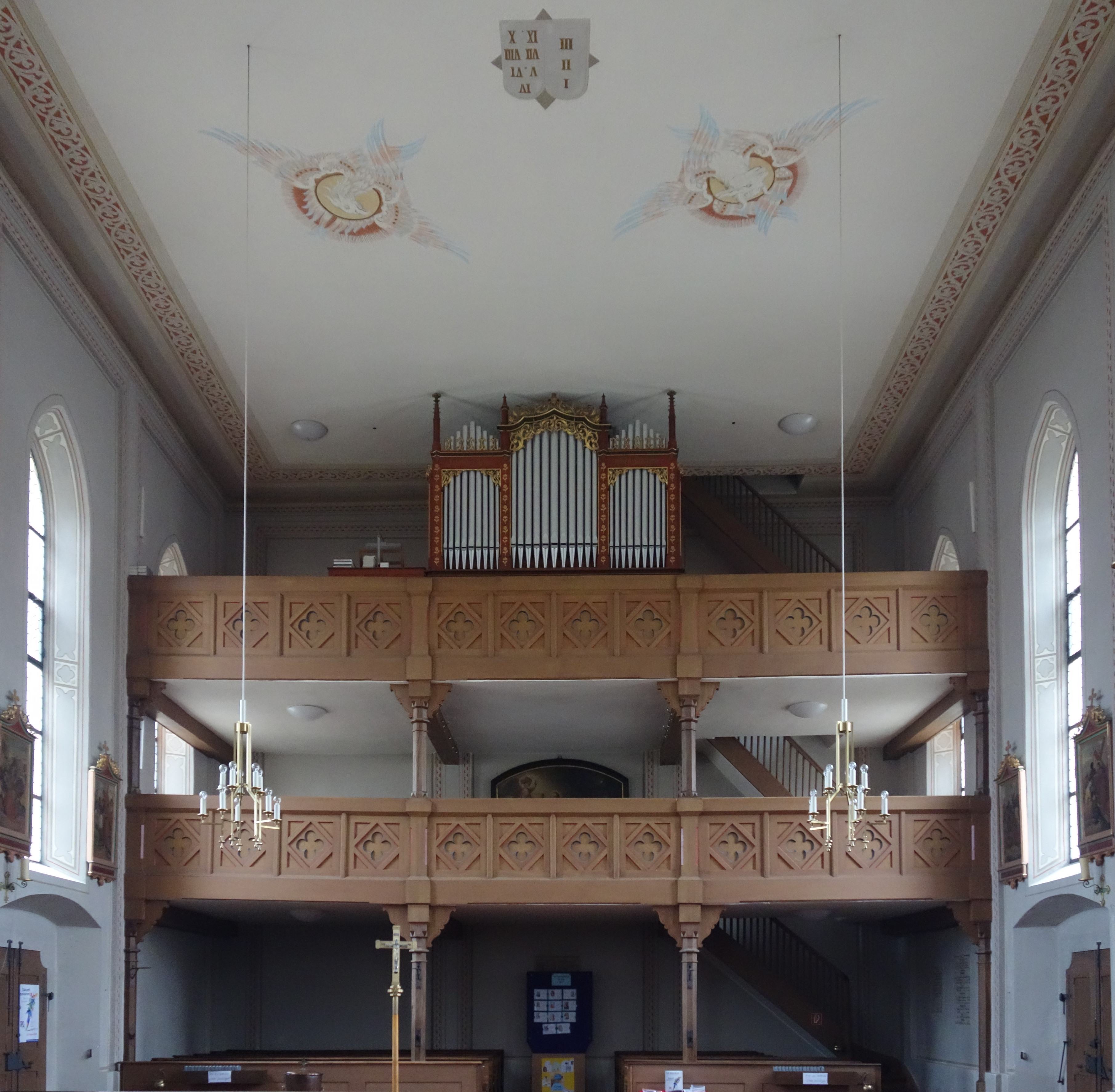
Innenansicht mit Orgel

Die römisch-katholische Pfarrkirche Mariä Heimsuchung steht in Rohrenfels, einer Gemeinde im oberbayerischen Landkreis Neuburg-Schrobenhausen. Sie ist in der Liste der Baudenkmäler in Rohrenfels als Baudenkmal unter der Nr. D-1-85-157-1 eingetragen. Die Kirche gehört zum Dekanat Neuburg-Schrobenhausen im Bistum Augsburg.

## Beschreibung
Die Saalkirche besteht aus dem 1858 errichteten neugotischen Langhaus mit von Lisenen gegliederten Wänden, dem eingezogenen, dreiseitig geschlossenen Chor im Osten und dem Chorflankenturm auf quadratischem Grundriss an der Nordwand des Chors, die beide um 1430 errichtet wurden. Die Sakristei mit einem Oratorium im Obergeschoss steht an der Südwand des Chors. In dem mit einer Welschen Haube bedeckten Kirchturm sind der Glockenstuhl mit vier Kirchenglocken und die Turmuhr untergebracht.
Der Innenraum des Chors ist mit einem Netzgewölbe überspannt. In ihm befinden sich ein Sakramentshaus und ein Taufbecken vom Ende des 15. Jahrhunderts. Das Epitaph für den Kaplan Johannes Wügst († 1505) zeigt ein Relief mit der Darstellung der Beweinung Christi. Die Orgel auf der oberen Empore mit 19 Registern auf zwei Manualen und Pedal wurde 1917 von H. Koulen & Sohn als Opus 203 gebaut.